# Raroia
Raroia vagy Pukamaru egy atoll a Dél-Csendes-óceánon. A terület politikailag Francia Polinéziához tartozik. Raroia a Tuamotu-szigetek egyik alcsoportjának, a Raeffsky-szigeteknek a része. A Raeffsky szigetcsoport a Tuamotu szigetcsoport központi részén található. Raroia a Reffsky-szigetek északkeleti részén található, Tahititől 740 km-re keletre. Az ovális alakú atoll hosszúsága 43 km, szélessége 14 km, a területe 41 km². 385 km²-es lagúnájába az óceánból egyetlen tengerszoroson át lehet bejutni. Legközelebbi szomszédja Kauehi atoll 17 km-re délkeletre.
A sziget fő települése Garumaoa, amelynek lakossága mintegy 160 fő (2002). A lakosság a turizmus mellett főleg halászatból, gyöngyház tenyésztésből és kopra termesztésből él.

## Története
Raroia és Takume atollokat a helyi, ősi Paumotu emberek Napaite-nek nevezték ("az ikrek"; -ite=kettő).
Lehetséges, hogy Pedro Fernandes de Queirós portugál hajós is már Takume szigetét fedezte fel 1606-ban.
Azonban a nyugat számára bizonyítottan csak Fabian Gottlieb von Bellingshausen orosz világutazó fedezte fel Takume szigetét 1820. július 12-én.
Bellinghausen az atollnak a Barclay de Tolly nevet adta (Michel Barclay de Tolly orosz tengerész tábornagy tiszteletére). 1840. december 26-án szintén a szigeten járt még Charles Wilkes amerikai felfedező.
A 19. században Raroia francia gyarmattá vált, amelyen ekkor 300 ember élt (1850 környékén), amellyel a Tuamotu-szigetek egyik legnépesebb atollja volt.
1947. május 7-én Thor Heyerdahl és a Kon-Tiki hatfős csapata Raroia atollon ért partot azután, hogy hosszú utat tettek meg tutajukon a perui Callao városból. Az expedíció egyik tagja, Bengt Danielsson svéd antropológus, letelepedett a szigeten, hogy tanulmányozza a helyi társadalmat és a gazdaságukat. 1955-ben a kutatásaiból doktori címet szerzett az Uppsalai Egyetemen. A Kon-Tiki révén az egész világ megismerte Raroia atoll nevét.

## Közigazgatás
Makemo az önkormányzati település központja. Hozzá tartozik Raroia, Takume, Katiu, Taenga, Nihiru atollok és a lakatlan Haraiki, Észak-Marutea, Tuanake, Hiti, Dél-Tepoto atollok. A közigazgatási terület lakossága 1422 fő (2007).

## Lakosság

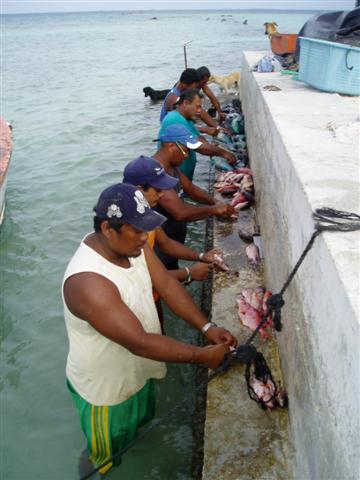
Raroiai emberek pucolnak halat Garumaoa településen

Raroia lakossága 2007-ben mintegy 90 fő volt. A szigeten használt nyelv a francia mellett a Pa'umotu. A pa'umotu a helyiek nyelve, míg a franciát tanítják Garumaoa falu általános iskolájában. A középiskolához a gyerekeknek egy nagyobb szigetre kell járniuk, a közeli Makemo szigeten. Az egyetemhez egészen Tahitiig kell menni a diákoknak, amely 740 km-re van. A raroiai emberek a legtöbb polinéziai emberhez hasonlóan rendkívül vendégszerető és annak ellenére, hogy a szigeten nincs bérelhető szállás, a helyiek gyakran osztoznak az utazókkal saját lakóhelyükön. A raroiaiak főleg halat esznek import kenyérrel, rizzsel és konzervált élelmiszerekkel.

## Gazdaság
A kopra termesztés és a gyöngyház tenyésztés a leghúzóbb gazdasági ágazat az atollon.
2006. áprilisában átadták a Raroia repülőteret, amelyet az Air Tahiti járatai használnak rendszertelen időközönként.
2012. végén a szigeten felépült egy dokk, amely a szigetre történő tengeri szállítást leegyszerűsítette. A 440 millió frankos beruházás 80%-át a francia állam, 20%-át Francia Polinézia tengerentúli terület finanszírozta.